# Palpimanus sogdianus
Palpimanus sogdianus is een spinnensoort uit de familie Palpimanidae. De soort komt voor in Turkije en Centraal-Azië.